# Safita (huyện)
Huyện Safita (tiếng Ả Rập: منطقة صافيتا, đã Latinh hoá: manṭiqat Ṣāfītā) là một huyện của Tỉnh Tartus ở tây bắc Syria. Trung tâm hành chính là thành phố Safita. Tại cuộc điều tra dân số năm 2004, huyện có dân số 129.632.

## Phó huyện
Quận Safita được chia thành sáu phó huyện hoặc nawāḥī (dân số tính đến năm 2004):
- Safita Nahiyah (ناية افيتا): dân số 60.172.[3]
- Mashta al-Helu Nahiyah (ناية مةتى اللو): dân số 12,577.[4]
- Al-Bariqiyah Nahiyah (ناية البارقية): dân số 7.336.[5]
- Sebei Nahiyah (ناية سبة): dân số 7.614.[6]
- Al-Sisiniyah Nahiyah (ناية السيسنية): dân số 22.018.[7]
- Ras al-Khashufah Nahiyah (ناية رةس الخشوفة): dân số 19.915.[8]